# Список загиблих у боях за Новосвітлівку і Хрящувате
У статті наведено список втрат українських сил у боях за Новосвітлівку та Хрящувате.

## Список загиблих
| Прізвище, ім'я, по батькові       | Звання            | Дата смерті    | Формування     | Обставини                                                                                      |
| --------------------------------- | ----------------- | -------------- | -------------- | ---------------------------------------------------------------------------------------------- |
| Пасельський Назар Миколайович     | старший лейтенант | 14 серпня 2014 | 80 ОАеМБр      | Загинув у боях у Новосвітлівці під час удару керованим снарядом по командирській радіостанції. |
| Бондаренко Валерій Миколайович    | капітан           | 14 серпня 2014 | 24 ОМБр        | Загинув у боях у Новосвітлівці під час удару керованим снарядом по командирській радіостанції. |
| Рильський Владислав Олександрович | лейтенант         | 14 серпня 2014 | 24 ОМБр        | Загинув у боях у Новосвітлівці під час удару керованим снарядом по командирській радіостанції. |
| Думанський Юрій Олександрович     | лейтенант         | 14 серпня 2014 | 24 ОМБр        | Загинув у боях у Новосвітлівці під час удару керованим снарядом по командирській радіостанції. |
| Романович Михайло Михайлович      | солдат            | 14 серпня 2014 | 24 ОМБр        | Загинув у боях у Новосвітлівці під час удару керованим снарядом по командирській радіостанції. |
| Мартинюк Василь Васильович        | солдат            | 14 серпня 2014 | 24 ОМБр        | Загинув у боях у Новосвітлівці під час удару керованим снарядом по командирській радіостанції. |
| Міхнюк Олег Іванович              | старший сержант   | 20 серпня 2014 | «Айдар»        | Загинув у боях у Новосвітлівці під час мінометного обстрілу.                                   |
| Шульга Максим Костянтинович       | сержант           | 26 серпня 2014 | 80 ОАеМБр      | Загинув у боях у Новосвітлівці.                                                                |
| Лучинський Іван Володимирович     | сержант           | 26 серпня 2014 | «Айдар»        | Загинув під Новосвітлівкою від вибуху снаряда, в УАЗі, яким везли пораненого.                  |
| Білітюк Василь Васильович         | солдат            | 26 серпня 2014 | «Айдар»        | Загинув під Новосвітлівкою від вибуху снаряда, в УАЗі, яким везли пораненого.                  |
| Кононко Сергій Олександрович      | солдат            | 26 серпня 2014 | «Айдар»        | Загинув під Новосвітлівкою від вибуху снаряда, в УАЗі, яким везли пораненого.                  |
| Шевчук Борис Іванович             | солдат            | 26 серпня 2014 | «Айдар»        | Загинув під Новосвітлівкою від вибуху снаряда, в УАЗі, яким везли пораненого.                  |
| Сковородін Олексій Володимирович  | капітан           | 27 серпня 2014 | 24 ОМБр        | Смертельно поранений під час артилерійського обстрілу, вивозячи поранених з місця бойових дій. |
| Коворотний Сергій Володимирович   | прапорщик         | 26 серпня 2014 | 169 НЦ «Десна» | Загинув у боях у Новосвітлівці під час артилерійського обстрілу з РСЗВ «Град».                 |

| Прізвище, ім'я, по-батькові    | Звання                    | Дата смерті    | Формування | Обставини |
| ------------------------------ | ------------------------- | -------------- | ---------- | --- |
| Марунчак Андрій Мирославович   |                           | 13.08.2014     | «Айдар»    | |
| Дібрівний Дмитро Олександрович |                           | 14.08.2014     | «Айдар»    | Загинув під Хрящуватим при виконанні бойового завдання                                                         |
| Зюзь Володимир Іванович        |                           | 14.08.2014     | «Айдар»    | Загинув під Хрящуватим, лишившись прикривати відхід основної групи.                                            |
| Качур Іван Іванович            |                           | 14.08.2014     | «Айдар»    | Загинув під Хрящуватим при виконанні бойового завдання                                                         |
| Колотвін Олександр Вікторович  | старший солдат            | 14.08.2014     | «Айдар»    | Загинув під Хрящуватим при виконанні бойового завдання                                                         |
| Кушов Руслан Бахрікулович      |                           | 14.08.2014     | «Айдар»    | |
| Слободенюк Пилип Аркадійович   | старший сержант           | 14.08.2014     | «Айдар»    | Загинув під Хрящуватим при виконанні бойового завдання                                                         |
| Філіпчук Ігор Ярославович      |                           | 14.08.2014     | «Айдар»    | |
| Юричко Володимир Володимирович |                           | 14.08.2014     | «Айдар»    | |
| Аболмасов Андрій Вікторович    | старший сержант, фельдшер | 17.08.2014     | «Айдар»    | Загинув від влучання мінометної міни у будинок, прикривши 2 побратимів.                                        |
| Климчук Сергій Дмитрович       | старший сержант           | 17.08.2014     | «Айдар»    | Переносив поранених побратимів в укриття під мінометним обстрілом, загинув від осколкового поранення в голову. |
| Федоров Сергій Сергійович      | старшина                  | 26 серпня 2014 | «Айдар»    | Помер від поранень, які дістав за тиждень до того в бою у Хрящуватому.                                         |
| Комаристий Андрій Валерійович  | солдат                    | 5 вересня 2014 | 24 ОМБр    | Помер від поранень, які дістав у бою у Хрящуватому.                                                            |
| Самойленко Володимир Якович    | старший солдат            | 16 червня 2016 | «Айдар»    | Помер від поранень, які дістав у боях за Металіст і Новосвітлівку.                                             |